# ATV-005 Georges Lemaître
La missione ATV-005 è stata l'ultima missione del programma ATV e si è conclusa, come da programma, il 15 febbraio 2015 con il suo rientro distruttivo in atmosfera.
Il veicolo spaziale ha portato rifornimenti alla Stazione spaziale internazionale il 12 agosto 2014.
A gennaio 2015 ha eseguito una manovra di abbassamento di quota dell'orbita della stazione per facilitare le missioni cargo future.

## Nome
Il quinto ed ultimo ATV è stato chiamato in onore del fisico belga Georges Lemaître, su proposta della delegazione belga dell'ESA. Lemaître, nato a Charleroi, ha scoperto nel 1927 un gruppo di soluzioni alle equazioni della relatività che descrivevano un universo in espansione e ha calcolato una prima stima della costante di Hubble, ponendo le fondamenta di quella che sarebbe diventata la teoria del Big Bang.
"Il Belgio è stato una nazione chiave fin dal principio dell'avventura spaziale europea. I contributi alle attività e ai programmi ESA, in particolare alla Stazione Spaziale Internazionale, sono stati un successo sia per il Belgio che per l'ESA. Chiamando l'ATV-5 Georges Lemaître, rendiamo omaggio ad uno scienziato belga di fama mondiale che è stato determinante per l'espansione delle nostre conoscenze sulle origini dell'universo", ha affermato Jean-Jacques Dordain, direttore generale dell'ESA. 

## Missione

### Scopi
Gli scopi primari della missione erano:
- rifornire la stazione spaziale internazionale
- eseguire le manovre di innalzamento dell'orbita della stazione, per il controllo del suo assetto e, se necessario, per evitare detriti orbitali. La stazione viene rallentata costantemente dall'attrito con l'atmosfera terrestre. I suoi strati superiori, seppur molto rarefatti, causano un decadimento dell'orbita che deve essere periodicamente compensato da manovre orbitali. Queste, chiamate Reboost Maneuvre, possono essere effettuate tramite i propulsori stessi della stazione oppure dai propulsori delle navette attraccate ad essa. I detriti orbitali sono monitorati costantemente per rilevare possibili traiettorie di collisione con la stazione. In questo caso, la stazione modifica la sua orbita per evitarli con una manovra chiamata Debris Avoidance Manoeuvre (DAM). Anche in questo caso possono essere utilizzati i propulsori della stazione oppure quelli di una navetta.
- essere utilizzata come deposito per i rifiuti e i materiali non più utili. Il carico di rifiuti era distrutto assieme alla navetta durante il rientro atmosferico a fine missione.

### Carico della missione
Il carico utile trasportato dall'ATV era suddiviso in Dry Cargo e Fluid Cargo (o Wet Cargo). Il Dry cargo comprendeva l'equipaggiamento e i materiali per gli esperimenti scientifici, i componenti, le parti di ricambio, il cibo e i vestiti, e veniva alloggiato nel vano pressurizzato dell'Integrated Cargo Carrier (ICC). Il Wet Cargo era costituito da diversi fluidi di rifornimento: acqua potabile, gas (ossigeno, azoto o aria), e propellente. I contenitori erano posti nella parte non pressurizzata dell'ICC. Il propellente veniva in parte trasferito ai serbatoi della stazione spaziale ed in parte utilizzato dalla navetta per le manovre di innalzamento dell'orbita, per il controllo dell'assetto e se necessario, per la manovra tesa ad evitare detriti orbitali. 
A partire dall'ATV-2 sono state migliorate le procedure di carico della navetta, tramite l'uso di un montacarichi speciale che permetteva di aggiungere del carico nella sezione pressurizzata dell'ATV quando era già stato installato sul lanciatore Ariane 5. Il montacarichi, chiamato Late Cargo Access Means (LCAM) permetteva ai tecnici l'accesso al vano pressurizzato dell'ATV per poter alloggiare gli ultimi rifornimenti, che venivano chiamati Late Cargo, qualche settimana prima del lancio.
Il carico della missione era:
| Tipo                                           | Massa (kg) |
| ---------------------------------------------- | ---------- |
| Wet Cargo                                      |            |
| Propellente per il rifornimento della stazione | 860        |
| Acqua potabile                                 | 855        |
| Gas                                            | 100        |
| Propellente per le manovre di reboost          | 2118       |
| Dry Cargo                                      |            |
| Rifornimenti                                   | 1448       |
| Late cargo                                     | 1234       |
| Totale carico netto                            | 6615       |
| Massa totale                                   | 20293      |

#### Esperimenti scientifici
Gli esperimenti più importanti tra quelli trasportati sulla stazione dall'ATV-5 erano:
- Electromagnetic Levitator: questo strumento studia i metalli in ambiente di microgravità quando essi sono scaldati tramite una fornace a 2100 °C e vengono raffreddati velocemente[6][8][9]. Lo strumento, del peso di 400 kg[6], è stato installato nel Material Science Laboratory all'interno del modulo Columbus[10]. Questo strumento permette di osservare i processi fisici dei metalli che avvengono durante il raffreddamento e la solidificazione dei metalli senza l'influenza della gravità[9]. Gli esperimenti condotti permettono di sviluppare leghe metalliche più leggere o più performanti[9].

- ESA-Haptics-1: l'esperimento fa parte degli gruppo di studi chiamati Multipurpose End-To-End Robotic Operations Network (METERON) dell'agenzia spaziale europea. Questi studi indagano il controllo remoto di robot da parte di astronauti, come ad esempio un rover lunare o marziano guidato da un astronauta in orbita[11]. Le tecnologie sviluppate possono essere utilizzate per la telemedicina e per le operazioni di robot in ambienti pericolosi, ad esempio il trasporto di materiali radioattivi[11]. L'esperimento ESA-Haptics-1 riguarda un joystick avanzato con un sistema di force feedback, e la sua utilizzabilità da parte di un astronauta in microgravità[12][13].

- Blue Dot: diverse attrezzature trasportate sulla stazione facevano parte di una serie di esperimenti chiamati Blue Dot, condotti dall'astronauta tedesco Alexander Gerst. Il programma Blue Dot, prende il nome dalla descrizione fatta dall'astronomo Carl Sagan di una fotografia della Terra ripresa dalla sonda Voyager 1, e comprende diversi esperimenti nei campi della fisica, della biologia e della fisiologia umana[14].

- Innovative and Highly Functional Fabrics for Humans in Space and on Earth (SPACETEX): l'esperimento riguarda l'uso di tessuti innovativi per determinarne le caratteristiche in termini di isolamento termico e traspirabilità, indagando come l'ambiente di microgravità influenza il trasporto di calore attraverso i vestiti. Le proprietà antibatteriche dei tessuti, sviluppati dall'azienda tedesca Schoeller Textil AG, sono state determinate attraverso l'analisi microbiologica dei vestiti utilizzati dagli astronauti e riportati a Terra.

- Effects of the gravity on maintenance of muscle mass in zebrafish: Lo studio, proposto da JAXA, osserva gli effetti della microgravità sul pesce zebra (Danio rerio)[15]. L'esperimento è stato condotto nell'Aquatic Habitat, un acquario presente nel laboratorio Kibo[16]. L'obiettivo era lo studio degli effetti negativi della microgravità nei muscoliz[15]. Comprendere i meccanismi molecolari legati all'atrofia muscolare permette di sviluppare nuove terapie per pazienti allettati o con ridotta mobilità[15].

### Pre-lancio
L'ATV-5, ha superato i test di validazione (System Validation Test) il 3 settembre 2013, tra cui i test delle comunicazioni con i satelliti TDRS della NASA e Artemis dell'ESA. Durante i test la navetta, situata a Brema, è stata collegata con il centro di controllo ESA di Tolosa, verificando la ricezione dei comandi inviati dal centro di controllo attraverso i satelliti. 
La nave cargo Agata-M è stata impiegata per il trasporto della navetta al porto di Pariacabo, dove è giunta il 31 ottobre. L'ATV, contenuto in tre container speciali, è stato trasportato via terra allo spazioporto di Kourou, assieme ad altri 80 container contenenti componenti e attrezzature di test. Durante il mese di novembre il modulo di servizio e l'Integrated Cargo Carrier sono stati assemblati nell'edificio S5C del centro spaziale di Kourou. A gennaio 2014 sono stati montati i pannelli solari nel modulo di servizio e sono stati condotti test del modulo pressurizzato dell'ICC. 
Ad aprile è iniziato il caricamento del Dry Cargo all'interno del modulo pressurizzato.
Il 2 maggio è stato completato il Joint Operations Readiness Review (JORR) al centro di controllo di Toulouse, per verificare i sistemi del segmento di terra, tra  cui la gestione della configurazione, i sistemi internazionali di telecomunicazioni e le procedure operative.
Il 5 maggio è stato agganciato l'Integrated Cargo Carrier (ICC) con il modulo di servizio. L'ICC, del peso di 9700 kg, è stato sollevato e calato verticalmente sul modulo di servizio. Il giorno successivo sono iniziati i test completi di tutti i sistemi. 
Dal 16 maggio sono iniziate le operazioni di caricamento dei vari fluidi nei serbatoi interni dell'ATV-5, che sono terminate il 30 maggio.
Il 23 giugno, l'ATV-5 è stato portato nella struttura chiamata Batiment d’Assemblage Final (BAT) per essere installato sull'Ariane 5.
Il 27 giugno è avvenuta l'installazione dell'ATV nel vano di carico dell'Ariane 5. 
Dal 30 giugno al 3 luglio è stato aggiunto il cosiddetto late cargo, equipaggiamento che può essere inserito nel vano pressurizzato della navetta anche dopo l'installazione del carico principale. 
Il 26 luglio, a seguito del completamento del Launch Readiness Review, è stato approvato il lancio per il giorno del 29 luglio.

### Cronologia

#### 29 luglio (lancio)
Il lancio dell'Ariane 5 è avvenuto regolarmente alle 23:47 UTC. L'accensione del primo stadio è durata sette minuti, iniziando la traiettoria con inclinazione di 51,6°. Durante i primi due minuti e 11 secondi, l'Ariane 5 è stato spinto principalmente dai due razzi ausiliari, che sviluppano ciascuno una spinta di 7080 kN. A 3 minuti e 29 secondi è stata espulsa la protezione del carico, e il propulsore Vulcain 2 del primo stadio ha portato il lanciatore e l'ATV-5 ad un'altezza di 133 km. A 8 minuti e 53 secondi dal lancio è stato spento il propulsore del primo stadio, che si è separato dal secondo stadio, chiamato Etage a Propergols Stockables (EPS). Quest'ultimo ha attivato per la prima volta il suo propulsore Aestus per 8 minuti. Dopo il suo spegnimento, il veicolo ha seguito una traiettoria balistica per 45 minuti. Successivamente è stato riacceso il motore del secondo stadio per 18 secondi in modo da rendere circolare l'orbita dell'ATV-5 ad una altezza di 270 km. Infine, la navetta ATV si è sganciata dal secondo stadio e ha iniziato le operazioni. Il secondo stadio ha compiuto un'ultima breve accensione per rientrare nell'atmosfera terrestre distruggendosi. Dopo 30 minuti dalla separazione, l'ATV ha dispiegato i pannelli solari e il braccio dove è installata l'antenna a banda S per le comunicazioni con la stazione spaziale. 
Successivamente sono stati attivati i due ricevitori GPS e il sistema di propulsione. 
A sette ore dal lancio si è verificato un malfunzionamento di un componente elettronico del sistema di propulsione. I sistemi dell'ATV sono ridondanti, e dopo l'isolamento del componente la missione è proseguita.

#### 2 agosto
La prima delle due manovre chiamate mid-course maneuvers di 33 secondi e 34 secondi hanno aumentato la velocità della navetta di 1,77 m/s e 1,75 m/s. Le manovre sono state effettuate tramite due propulsori principali.

#### 5 agosto
Le altre due manovre mid-course hanno aumentato ulteriormente la velocità dell'ATV e di conseguenza la sua orbita.

#### 7 agosto

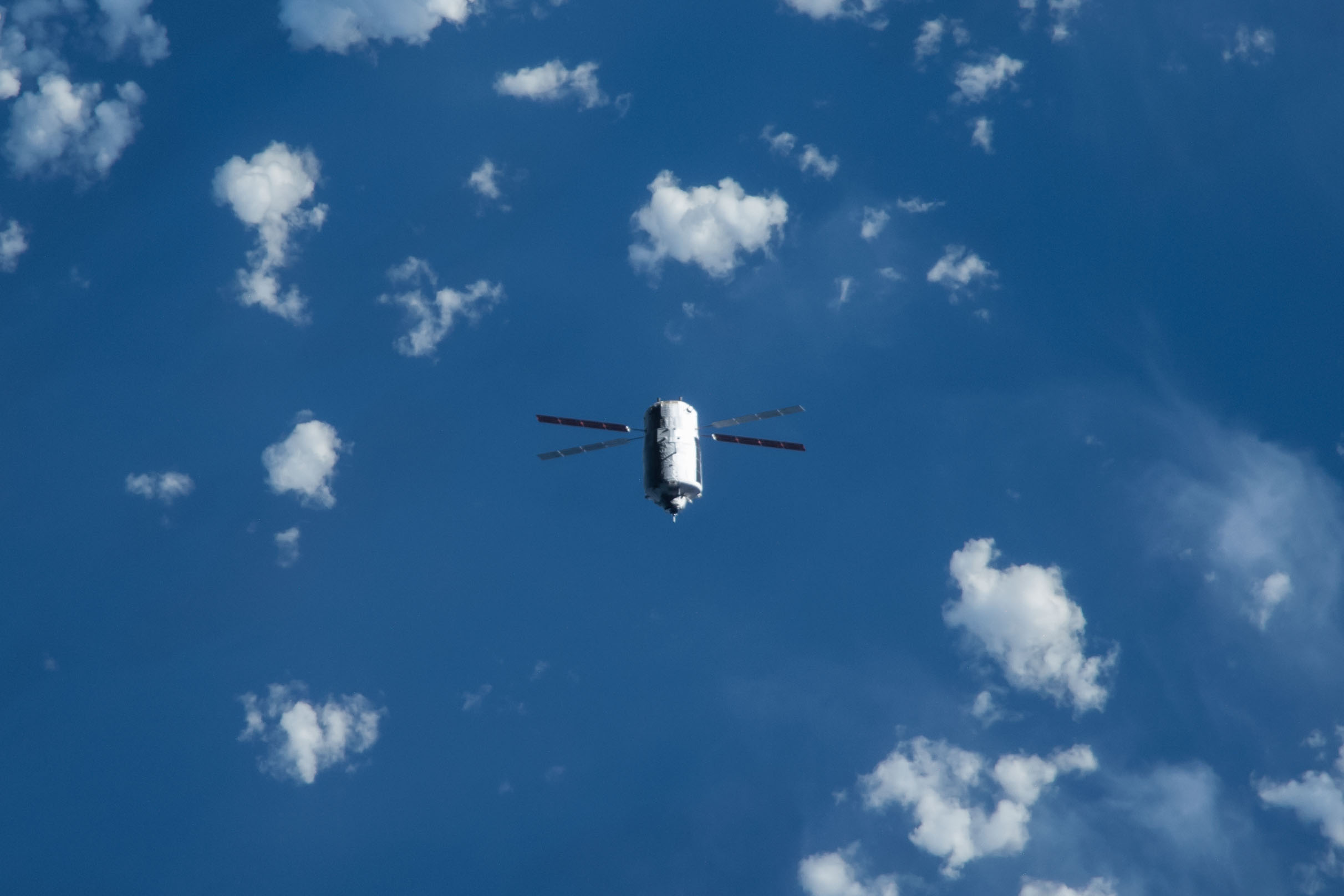
L'ATV durante il test dei sensori per il docking alla stazione

Il 7 agosto la navetta si trovava ad una altezza di 350 km, a circa 60 km al di sotto della stazione. Dopo le tre serie di manovre chiamate Transfer to ISS vicinity (TIV), i propulsori dell'Orbita Control Systm hanno portato l'ATV a circa 5 km al di sotto della stazione.

#### 9 agosto

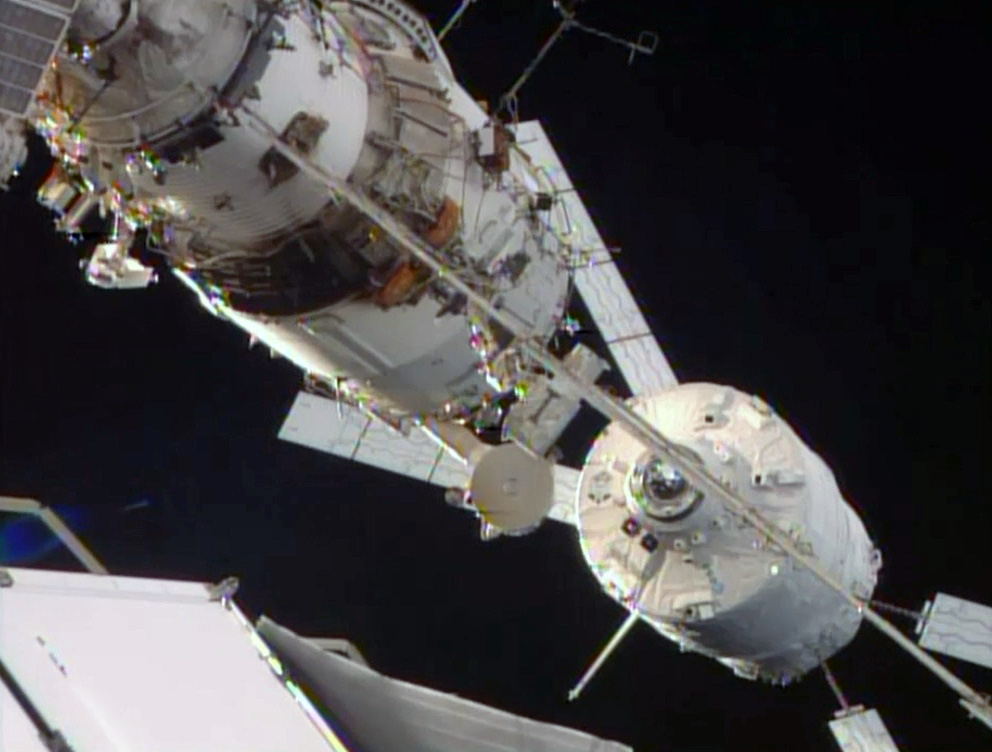
L'ATV nelle fasi finali di avvicinamento alla stazione spaziale

Durante la giornata è stata dimostrata la funzionalità dei nuovi sensori LIRIS tramite la manovra chiamata Fly-under. Il Laser InfraRed Imaging Sensor (LIRIS) era un nuovo sistema, utilizzato per la prima volta in questa missione, per il rendez vous autonomo delle navette spaziali. I sistemi utilizzati negli ATV precedenti erano basati su rendez vous cooperativi. A lunga distanza l'avvicinamento avveniva tramite la navigazione GPS relativa, che richiedeva la comparazione della posizione misurata sia sulla stazione che sulla navetta. A breve distanza i sensori ottici del sistema di navigazione (videometri e telegoniometri) rilevavano i raggi laser riflessi da retroriflettori installati sul portello. Per questo motivo, questi sistemi sono detti cooperativi, e richiedono che l'obiettivo, in questo caso la stazione spaziale, collabori con la navetta in modo attivo o passivo. Il sistema LIRIS invece è detto non cooperativo, quindi funziona autonomamente. Questo tipo di tecnologia può essere utilizzata per il rendezvous con oggetti come asteroidi oppure con navette spaziali che hanno dei malfunzionamenti. 
Il sistema LIRIS è costituito da due camere infrarosse, una camera normale e un dispositivo LIDAR. I dati raccolti dalle camere sono stati elaborati e confrontati con un modello 3D della stazione spaziale per determinare la posizione e l'orientamento rispetto all'ATV. 
Durante l'avvicinamento alla stazione l'ATV ha utilizzato il sistema tradizionale di navigazione, e ha attivato i sensori del sistema LIDAR che hanno memorizzato le immagini e i dati. I registratori di bordo sono stati riportati a Terra con una successiva missione Sojuz per analizzare i dati. 

#### 12 agosto

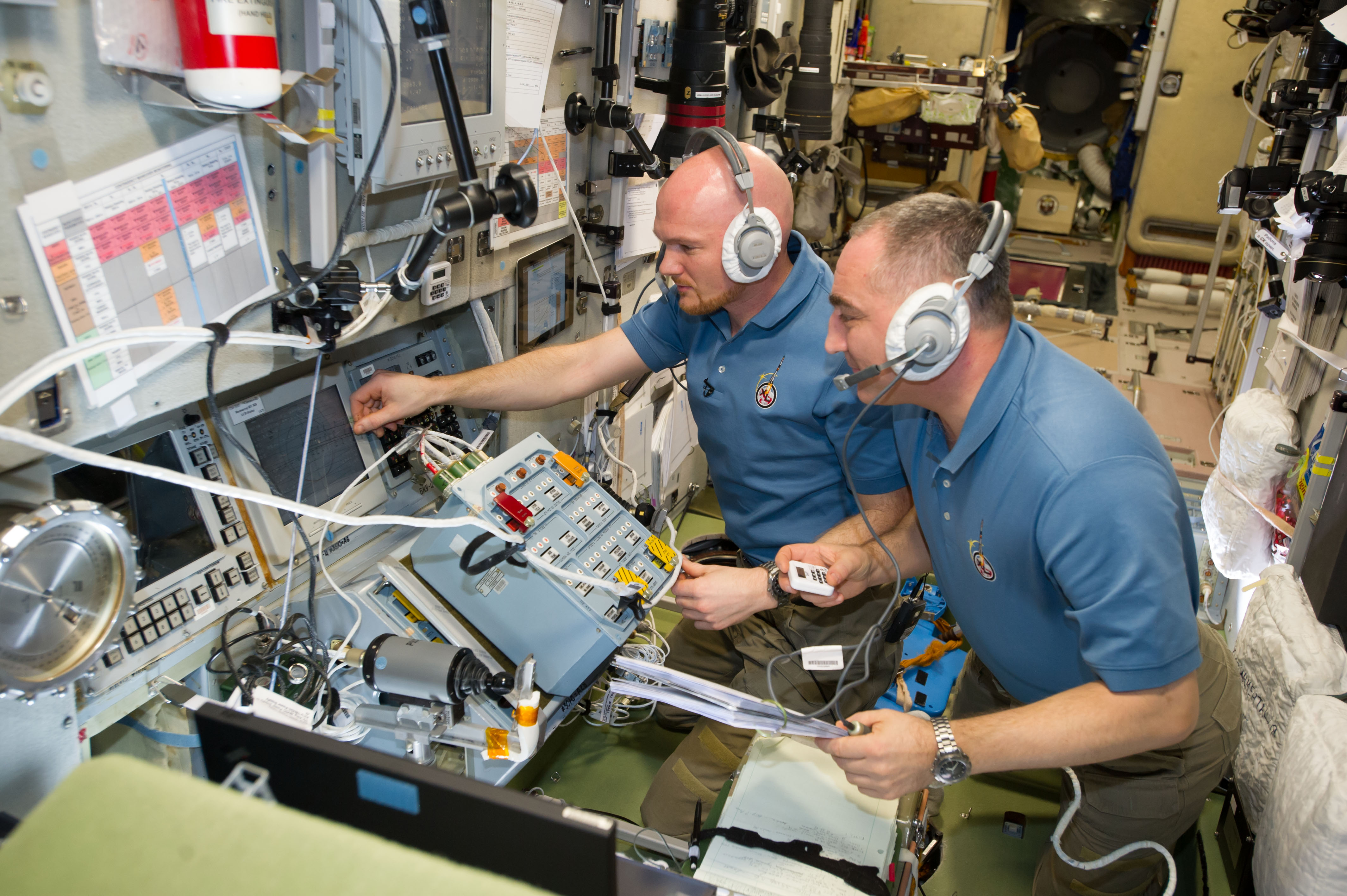
Gli astronauti Alexander Gerst (a sinistra) e Alexander Skvorcov monitorano le fasi di avvicinamento alla stazione spaziale

Alle 13:30 UTC è stato completato il docking con il modulo Zvezda. Ad una distanza di 39 km dalla stazione e 250 m sotto di essa l'ATV ha attivato il sistema di navigazione GPS, e negli ultimi 250 m sono stati utilizzati i videometri e i telegoniometri. 

#### 13 agosto
Dopo le consuete verifiche, l'equipaggio ha aperto i portelli tra la stazione e l'ATV, installando il dispositivo per il filtraggio dell'aria del vano pressurizzato della navetta, per rimuovere eventuali elementi contaminanti che potrebbero essersi liberati dal carico durante il lancio. 

#### 14 agosto
Nella giornata del 14 agosto sono stati testati i propulsori della navetta per innalzare l'orbita della stazione. L'ATV ha acceso i motori principali per 469 secondi, utilizzando 151 kg di propellente. 

#### 27 agosto
La navetta ha eseguito la manovra per l'innalzamento dell'orbita della stazione, accendendo i propulsori per 179 secondi. La manovra ha aumentato la velocità della stazione di 0,43 m/s consumando 58 kg di propellente.

#### 14 settembre
La seconda manovra per  l'innalzamento dell'orbita della stazione è stata completata accendendo i propulsori per 224 secondi. La velocità della stazione è stata incrementata di 0,55 m/s e sono stati consumati 74 kg di propellente.

#### 8 ottobre
La manovra di innalzamento dell'orbita della stazione è stata conclusa con successo. I propulsori dell'ATV hanno aumentato la velocità della stazione spaziale di 1,22 m/s.

#### 27 ottobre
L'ATV-5 ha effettuato per la prima volta una manovra chiamata Predetermined Debris Avoidance Manoeuvre (PDAM) per evitare un detrito spaziale, il frammento di un satellite russo Cosmos 2251, che si è distrutto nel 2009 collidendo con un altro satellite. A differenza delle normali manovre Debris Avoidance Manoeuvre (DAM), la PDAM è molto più veloce da eseguire, perché è una manovra che muove la stazione in modo predefinito. Anche se è meno precisa, si evitano i lunghi calcoli richiesti dalla normali DAM. La navetta ha spostato la stazione innalzando la sua orbita di 1 km e portandola a distanza di sicurezza dal detrito.

#### 12 novembre
La navetta ATV-5 è stata utilizzata per eseguire una Debris Avoidance Manoeuvre (DAM) per evitare un detrito spaziale, un frammento di un satellite cinese Yaogan 12. 

#### 29 gennaio
L'ATV-5 è stato usato per variare l'orbita della stazione, ma in questo caso è stato richiesto di abbassare l'altezza di 1 km, rallentando la stazione di 0,68 m/s. La manovra ha richiesto la rotazione della stazione di 180° in modo da orientare i propulsori della navetta "in avanti" rispetto alla direzione del moto. Questa insolita manovra è stata necessaria per ottimizzare l'orbita della stazione in vista dell'arrivo della navetta Progress P58, il cui lancio era previsto per il 14 febbraio.

#### 3 febbraio
Il 3 febbraio si è verificato il malfunzionamento di uno delle quattro linee elettriche. Il guasto non ha coinvolto i computer di bordo o i trasmettitori per le comunicazioni con i satelliti TDRS. L'operatività della navetta è stata garantita dalle altre tre linee elettriche. Il 7 febbraio, le analisi dei dati dell'ATV hanno rivelato che la linea elettrica era funzionante, mentre è stata la relativa batteria ad avere un guasto. La navetta riceveva energia dai pannelli solari, e dalle batterie quando si trova nell'ombra della Terra. 

### Rientro
Prima della chiusura dei portelli tra l'ATV e la stazione, gli astronauto hanno installato sull'ATV una versione il ReEntry Breakup Recorder (REBR) e una nuova telecamera ad infrarossi chiamata Break-Up Camera (BUC). Il Reentry Breakup Recorder, utilizzato per la prima volta nella navetta ATV-2, aveva lo scopo di raccogliere misurazioni sull'accelerazione e sulle velocità di rollio, imbardata e beccheggio, oltre alla temperatura e alla posizione. Il dispositivo, protetto da un proprio scudo termico in modo da resistere al rientro atmosferico, funzionava come una scatola nera. Ad una altezza di 18 km il REBR trasmetteva i dati raccolti al centro di controllo tramite la rete satellitare Iridium. La Break-up Camera, installata per la prima volta su un ATV, era stata progettata per riprendere l'interno della navetta durante la sua distruzione nella fase di rientro atmosferico.
L'undocking dalla stazione è avvenuto il 14 febbraio. La prima accensione dei propulsori, per eseguire la manovra chiamata DEO1 (De-Orbit Manoeuvre), ha rallentato la navetta di 51 m/s, facendola scendere a 240 km di altezza. 
Come è avvenuto per l'ATV-1, è stata pianificata una campagna di osservazione del rientro della navetta per analizzare la dinamica della sua distruzione. Il DC-8 Airborne Science Laboratory operato dalla NASA ha registrato le immagini della frammentazione della navetta durante il rientro. La distruzione è avvenuta alle 18:04 UTC del 15 febbraio. I dati ricevuti dai dispositivi di bordo contenevano le misurazioni registrate dalla scatola nera, ma nessuna immagine.